# James Ruggieri
James Thomas Ruggieri (ur. 12 stycznia 1968 w Providence) – amerykański duchowny katolicki, biskup Portlandu od 2024.

## Życiorys
24 czerwca 1995 otrzymał święcenia kapłańskie  i został inkardynowany do diecezji Providence. Przez kilka lat pracował jako wikariusz, a w 2003 objął probostwo w parafii św. Patryka w Providence. W 2021 został także proboszczem tamtejszej parafii św. Michała Archanioła.
13 lutego 2024 papież Franciszek mianował go biskupem diecezji Portlandu. Sakry udzielił mu 7 maja 2024 metropolita Bostonu – kardynał Seán O’Malley.